# 渡辺義己
渡辺 義己（わたなべ よしみ、1984年10月21日 - ）は、日本の元ラグビー選手。現在ジャパンラグビーリーグワンNTTドコモレッドハリケーンズ大阪のリクルートマネージャーを務めている。

## プロフィール
- 大阪府東大阪市出身[1]。
- ポジションはウィング(WTB)。
- 現役時代のサイズは身長 172 cm、体重 85 kg。
- ニックネームはヨシミン。

## 略歴
花園ラグビースクールでラグビーを始める。
天理高校時代には3年連続で花園に出場し、3年時には奈良選抜の一員として国体に出場した。
2003年、高校卒業後、明治大学に入学。ラグビー部では2年時から試合に出場した。
2007年、大学卒業後、ＮＴＴドコモに入社し、同社ラグビー部のNTTドコモレッドハリケーンズに加入。
2018年、現役を引退した。